# سيسترنجا
سيسترنجا (بالإسبانية: Cistérniga)‏ هي بلدية تقع في مقاطعة بلد الوليد، قشتالة وليون، إسبانيا. وفقًا لتعداد 2018 (المعهد الوطني للإحصائيات)، يبلغ عدد سكان البلدية 9،049 نسمة.